# ローランド・SCシリーズ
SCシリーズとはローランドのDTM用音源モジュールの型番・商品名。総称はサウンド・キャンバス (SoundCanvas) 。なお、SCシリーズの音源部にキーボードを取り付け作業の利便性向上を図ったモデルである、SKシリーズについても本稿に掲載している。2015年に発売された「SOUND Canvas for iOS」と「SOUND Canvas VA」についても本稿に掲載する。

## 概要

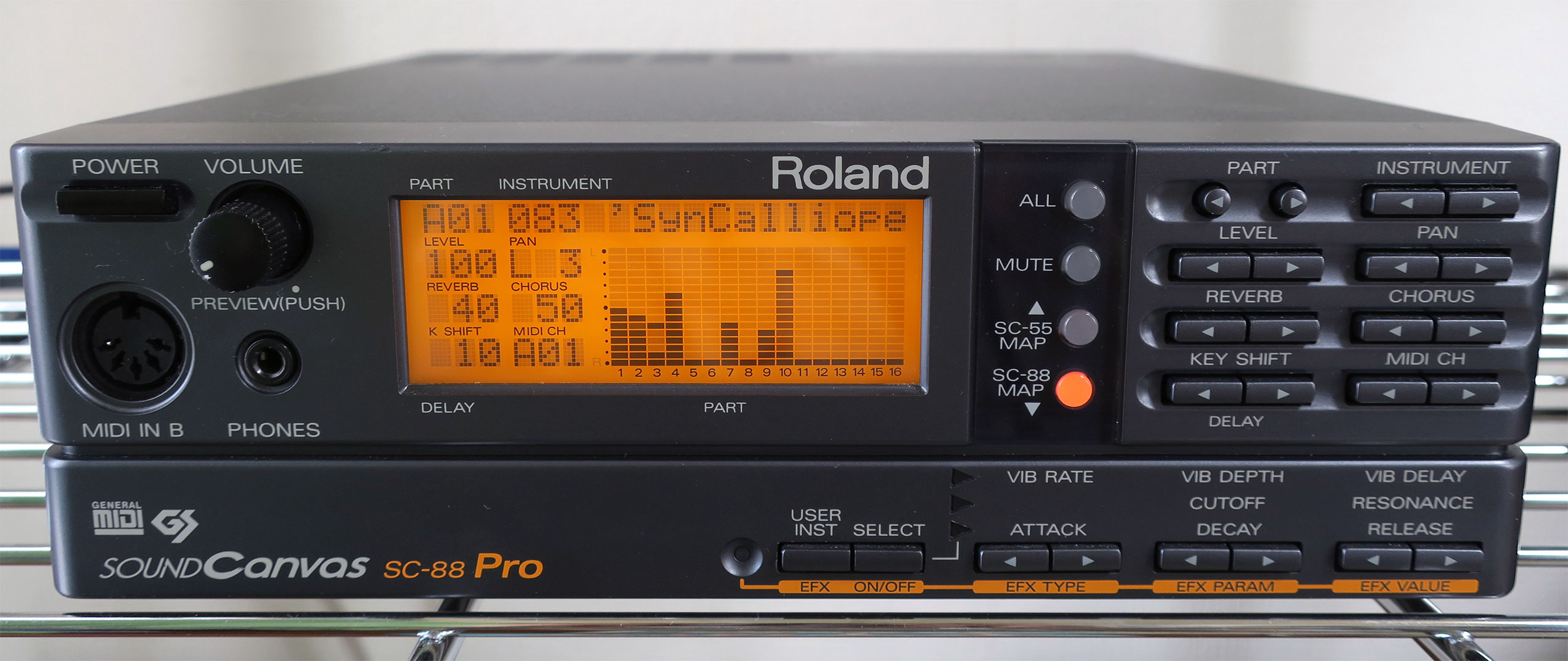
SC-88Pro Sound Canvas

ほぼ全ての機種がローランドGS規格に対応しており、その中核を担っている機種である。コンピューターミュージックのMIDIデータを作成する場合、このSCシリーズのモデルを使って作成されることが多く、90年代半ばにDTMのデファクトスタンダードを確立した。SC-8850/8820から後は、SC-D70を経由し、SDシリーズにそのポジションは引き継がれた。現在では「世代遅れ」となったSCシリーズであるが、旧機種においてもWindows Vista用ドライバが用意されるなど、DTMにおける地位はいまだ失われていないと言える。64ビット版のWindowsで動作するシリアルMIDIドライバは無いが、市販のUSB-MIDIインターフェース経由で接続すればWindows 10でも使用可能である。
いくつかの機種において、表示パネルなどを省いた廉価版が発売されている。廉価版の機種名は、元となった機種名の後ろに ST がついている。内部のMIDI性能は基本版と同等とされるが、DACなどが異なるために最終的に出力される音声の精度が若干劣っている。ただし、SC-8850の廉価版とされるSC-8820では最大同時発音数が半数になっており、SC-8850独自の音色が搭載されているため、出力される音は同等ではない。

## 機種紹介
SC-55
1991年発売。パート数16 最大同時発音数24 音色数317
後のSCシリーズと異なり、音色が指定されていないバンクが選ばれている場合、基本となる0バンクの音が鳴るように作られている。この機能はSC-55mkII以降の機種では採用されなかった。
カード型のリモコンが付属している。リモコンには本体と同じ操作ボタンがついており、これによって手元で各種操作が可能となっていた。また、このリモコンで別売のSB-55も操作できる。SB-55と並べて（重ねて）設置した場合、リモコンの電源ボタンは両方の機器に同時に働く。リモコンが付属する機種は本機、SB-55及び初期ロットのSC-55mkIIのみである。これら以外の機種はリモコン受光部も無い為、リモコンで操作することもできない。
初期ロットは「GS」のロゴのみであり、後期ロットからGMに対応した。
SC-33
1992年発売。パート数16 最大同時発音数28 226音色 8ドラムセット+1SFXセット。リズムマシンの筐体をした音源モジュール。定価49,800円。
海外ではDr. Synth (DS-330) の名称でBOSSより販売されており、国内のSC-33でも純正ACアダプターがROLAND製 (DC9V、AC/DC) ではなく、BOSS製 (AC12V、AC/AC) となっている。スプリットやデュアルなど音色を編集する機能が豊富で操作性も高いが、リズムマシンとしてのプログラム機能は用意されていない。
SC-50
SC-55mkIIとほぼ同一の筐体をした1Uハーフラックモジュール。日本国内では発売されていなかった。パート数16 最大同時発音数28 音色数226 ドラムセット8+1SFXセット SC-55mkIIからMT-32互換音色を省いたモデル。
SC-155
1992年発売。パート数16 最大同時発音数24 音色数317 初代SC-55にボリュームスライダーを取り付けた機種。JV-30とは違いスライダーでフィルターをリアルタイムに制御する機能はない。定価79,000円。
SCC-1
1992年発売。パート数16 最大同時発音数24 音色数317 初代SC-55を基にしたISAカード。
SC-55mkII
1993年発売。パート数16 最大同時発音数28 音色数354 ドラムセット10 パソコンとの接続MIDI、SERIAL オーディオ出力LINE
90年代初期のGS音源の標準機である。SC-88に移行後もこの音源で多くのMIDIデータが作成された。
初期ロットはSC-55同様リモコンが付属していたが、後にこれを廃止し、合わせて受光部の回路も削除した。現在ダウンロード可能な取扱説明書は後者のものである。
ミュージ郎55に同梱。
シリーズで初めてSERIAL接続に対応した機種である。
SK-50
SC-55mkIIの音源部に加え、スピーカーを搭載したキーボードモデル。61鍵ベロシティ対応。SC-55mkIIとは異なり、操作パネルのボタンは少なく、液晶ディスプレイは4桁の7セグメントディスプレイとなっている。
SK-50IV
上記SK-50の白色モデル。ミュージ郎SK-50に同梱。
SCC-1A
音色数354 SC-55mkIIを基にしたISAカード。ミュージ郎300BOARD（AT互換機用）に同梱。
SCC-2
音色数354 SC-55mkIIを基にしたISAカード。ミュージ郎300BOARD IIに同梱。
SCC-1Aは単独基板の製品だが、本製品はMPU-401/ATのWaveBlaster端子にドーターボードであるSCB-55を搭載したものである。
SC-7
パート数：16 最大同時発音数：28音 内蔵音色：GM、プリセットノーマルボイス：128、ドラムセット：6 エフェクト：リバーブ/ディレイ、コーラス
ローランドでは珍しいGMのみ対応の音源モジュール（GS非対応）。白いディスプレイなしのモジュール。ミュージ郎BASICに同梱。
MIDI端子はINのみ装備する。本機のMIDI INからの信号を、SERIAL端子経由でコンピュータに送信することは可能だが、COMPUTERスイッチをMIDI以外に設定している場合、シーケンスソフトで「ソフト・スルー」を設定しないと、MIDIキーボードなどでSC-7を発音させることはできない。
INPUTは2系統（背面、前面各1系統）あり、背面のINPUT1はレベル可変な為、簡易ミキサーとしても機能する（端子はともにステレオミニ）。
SC-55ST
パート数16 最大同時発音数28 音色数354 ドラムセット10 SC-55mkIIからディスプレイ、ボタン類を省略した廉価版。ミュージ郎55ST、ミュージ郎5500に同梱。「mkII」が名称についていないが、音源部は初代SC-55ではなく、SC-55mkIIと同等。なお、初代SC-55からディスプレイ、ボタン類を省略した廉価版は後述のCM-300である。
前面のスポンジ足を剥がすことにより非公式ながらラックマウントアダプタRoland RAD-50へのマウントが可能である（SC-55などで使用されているものと同一のネジとゴム足が必要）
ディスプレイ、ボタン類の他、リモコン及びその受光部、並びにMIDI IN 2、MIDI OUT、MIDI THRU及びINPUTも省略されている。
SC-55ST-WH
上記、SC-55STの白色モデル。「ミュージくん」同梱音源。
SC-55K
パート数16 最大同時発音数28 音色数354 ドラムセット10 上述のSC-55STにマイク端子を装備し、本体でエフェクトをかけてカラオケも利用可能にした機種。ヤマハMU10の対抗馬としてリリースされた。
SC-55STで省略されていたMIDI OUT、MIDI THRU、INPUTが復活された。
ミュージくん2同梱音源。
SCP-55
SC-55mkIIと同等の音源とサウンドカード機能を内蔵したPCMCIA TypeII用カード。CM-32Pの音色バンクが追加されている。オプションのコネクターボックスMCB-3を使えばMPU-401 UART互換のMIDIインターフェースとしても使用できる。発熱が多いのが難点。
SC-88
1994年発売。パート数32 最大同時発音数64 音色数654 ドラムセット24（2つのSFXセットを含む） 音色マップ：2（SC-55、SC-88）エフェクト リバーブ（8種類） コーラス（8種類） ディレイ（10種類） 2バンド・イコライザー
1.5Uハーフラックサイズ。ユーザバンクがあり、ユーザーでエディットした音色を本体内に保存することが可能。電源内蔵。
音色数拡張のため、音色マップ（あるいは単に「マップ」）の概念が導入されたのは、このモデルからである。
ミュージ郎88に同梱。

SC-88VL
1995年発売。パート数32 最大同時発音数64 音色数654 ドラムセット24（2つのSFXセットを含む） 音色マップ：2（SC-55、SC-88）エフェクト リバーブ（8種類） コーラス（8種類） ディレイ（10種類） 2バンド・イコライザー パソコンとの接続MIDI, SERIAL オーディオ出力LINE
初代SC-88の廉価版。1Uハーフラックサイズとなり、ACアダプタからの電源供給となったモデル。ユーザー音色を本体で設定するためのボタンを省略したモデル。初代SC-88に比べて2万円程安くなったため、大ヒットとなった。
筐体はSC-55mkIIに類似しているが、マップ切替の為、元々リモコン受光部のあった場所にボタンが2個追加されている。
ミュージ郎88VL、ミュージ郎8800に同梱。
SC-88ST
パート数32 最大同時発音数64 音色数654 ドラムセット24（2つのSFXセットを含む） 音色マップ：2（SC-55、SC-88）エフェクト リバーブ（8種類） コーラス（8種類） ディレイ（10種類） 2バンド・イコライザー
SC-88VLからディスプレイやボタン類を省略し、発音に合わせて点滅する32パート分のインジケーターを装備した廉価版。
SC-88Pro
1996年発売。パート数32 最大同時発音数64 音色数1117 ドラムセット42 音色マップ：3（SC-55/SC-88/SC88Pro）エフェクト リバーブ 8種類、コーラス8種類、ディレイ10種類、2バンドイコライザー インサーションエフェクト64種類1系統 パソコンとの接続MIDI、SERIAL オーディオ出力LINE
SCシリーズの決定打。ヤマハ・MUシリーズを研究した上で作成されたという。現在普及しているMIDIデータの大多数がこの機種で作成されている。40MB（16bitリニア換算時、基板上は32Mbit×5チップすなわち20MB）の波形メモリを搭載。ピアノ音色には4MBが割り当てられている。
非公式でXGフォーマットの互換モードに対応しており、違和感のない演奏を可能にしている。XGフォーマットのデータを受信すると、本体下部にあるEFX ON/OFFのLEDが一瞬だけ緑色に点灯するが、演奏中に本体のボタン類を操作すると設定などがリセットされ、数値の変更や確認ができないようになっている。
通称「ハチプロ」
レイ・ハラカミが愛用していた機材としても知られる。デビュー以来から2011年7月27日に他界するまでメイン音源として一貫して使用され続けており、基本的に音源はこれを2台、さらに場合によっては鍵盤モデルのSK-88Proを併用する事でほぼ完結していたという。
筐体はSC-88同様1.5Uハーフラックサイズで、電源内蔵。
ミュージ郎88Proに同梱。
SK-88Pro
SC-88Proの音源部、操作パネル、液晶ディスプレイを搭載したキーボードモデル。37鍵ベロシティ対応。操作パネルのうち、音色&EFXエディット用の3組のボタンが、3個のノブに変更されている。
ミュージ郎88Proに同梱。
SC-88ST Pro
パート数32 最大同時発音数64 音色数1117 ドラムセット42 音色マップ：3（SC-55/SC-88/SC88Pro）エフェクト リバーブ 8種類、コーラス8種類、ディレイ10種類、2バンドイコライザー インサーションエフェクト64
SC-88Proからディスプレイやボタン類を省略し、発音に合わせて点滅する32パート分のインジケーターを装備した廉価版。1Uハーフラックサイズで、電源はACアダプタ方式となっている。
SC-88Proと同様に非公式でXGフォーマットの互換モードに対応しており、XGフォーマットのデータを受信すると、POWERランプのLEDが一瞬だけ緑色に点灯する。
ミュージ郎88Proに同梱。
SC-880
1998年発売。SC-88 Proを1Uラックサイズにし、ロータリーエンコーダーとフレーズプレビュー機能を搭載した海外向けモデル。DACが変更されているために出力音が若干違う。
SC-8850
1999年発売。パート数64 最大同時発音数128 音色数1640 ドラムセット63 音色マップ：4（SC-8850、SC-88Pro、SC-88、SC-55）、エフェクトリバーブ（8種類）、コーラス（8種類）、ディレイ（10種類）、2バンド・イコライザー、インサーション・エフェクト（64種類）1系統、パソコンとの接続MIDI、USB1.0、SERIAL オーディオ出力LINE。
音色あたりの最大ボイス数が4に増え、より高音質となった。64MB（16bitリニア換算時、基板上は128Mbit×2チップすなわち32MB）の波形メモリを搭載。88Pro等互換の音色を内蔵しているが、エンベロープの効きなど従来機種とは微妙に演奏ニュアンスが異なる部分があるため、それらで作成されたMIDIデータの完全な再現はできない。ピアノやストリングスの一部はステレオサンプリングとなっている。GM2に対応。従来の単音に加え、フレーズプレビュー機能が追加された。一部のドラムセットではランダムボイスを採用している。
SC-88Proと同様に、非公式でXGフォーマットの互換モードに対応しており、違和感のない演奏を可能にしている。SC-88Proとは異なり、XGフォーマットのデータを受信してもLEDや表示パネルに変化は現れないが、演奏中に本体のボタン類を操作すると設定などがリセットされ、数値の変更や確認ができないという点は同じである。
なお、SC-8820とはROMに記録されている波形が異なるものがあるうえ、両者で異なる音色が同じ音色マップ（バンクセレクトLSB=4）に入っているため、8820で作成されたMIDIデータも完全再現できないという問題がある。外見は従来の機種より若干斬新になっている。
SCシリーズで初めてUSBに対応した機種である。ローランドUSBプロダクト第4弾。
本機より、ブランドがRolandEDとなる。
SC-8820
1999年発売。パート数32 最大同時発音数64 音色数1608 ドラムセット63 音色マップ：4（SC-8820、SC-88Pro、SC-88、SC-55）
SC-8850を半分のスペックにして、ディスプレイや操作子などを省略したモデル。音声処理LSIは8850と同一品だが搭載数が半減の1つに、波形ROMは2チップのうち片方の128Mbit品は8850搭載品と同じだがもう片方の64Mbit品は異なるもので合計24MBであり、88Proより4MB多く8850より8MB少ない。ボイス数が2であるために8850で追加された新音色の恩恵はあまり受けられず、「8850用データも再生できる88Pro」という感は否めない。しかし88Pro以前用のデータの再現性は8850よりも高いため、過去の資産を生かすために8850でなくこちらを選択したというユーザーも少なくない。USBバスパワー方式を採用した唯一のモデルでもある。
SK-500
SC-8820の音源部を搭載したキーボードモデル。49鍵ベロシティ対応。
SC-D70
2001年発売。パート数32 最大同時発音数64 音色数1608 ドラムセット63 音色マップ：4（SC-8820、SC-88Pro、SC-88、SC-55）
上述のSC-8820に外部入力端子を装備し、デジタルオーディオワークステーション(DAW)にも対応させたモデル。このモデルの発展系としてSD-90が設計された。SCシリーズとSDシリーズとの橋渡し的な存在である。ドライバのアップデートによりASIO1.0にも対応する。
SOUND Canvas for iOS
2015年01月29日に発売された、SCシリーズを再現したiOS用ソフトウェア・シンセサイザー。1600音色、音色マップ7（SC-8820、SC-88Pro、SC-88、SC-55、GM2、CM-64 Map(PCM)、CM-64 Map(LA)）。
SOUND Canvas VA
2015年12月24日に発売された、SCシリーズを再現したWindows/Mac対応のソフトウェア・シンセサイザー。Virtual Studio Technology（VST）とAudio Units（AU）の両方に対応している。iOS版と同一のものが使われている。DAW側がエクスクルーシブメッセージに対応していない場合の対策として、MIDIデータを読み込んでエクスクルーシブメッセージを受信させる「Import SMF EXC」という機能がある。

## その他の機種
CM-300
SC-55と同時期に発売され、同等の音源を内蔵した廉価版。SCシリーズ以前にローランドが発売していたMIDI音源モジュールCM-64/32と同じデザインで、電源とボリューム以外にボタンなどは搭載されていない。
CM-500
MT-32/CM-32Lに内蔵のLA音源とSC-55同等のPCM音源を内蔵したもの。CM-64のPCM音源部分もシミュレートされている。
JV-30
SC-55相当音源内蔵61鍵盤キーボード。ローランド・JVシリーズの入門機。
XP-10
SC-55mkII相当音源内蔵61鍵盤キーボード。ローランド・XPシリーズの入門機。ミュージ郎 XP-10同梱音源。
SD-35
SC-55mkII相当の音源とMIDIシーケンサー、フロッピーディスクドライブを搭載したモデル。MT-32の音色バンクとCM-64/32Lのドラムセットは削除されている。SDシリーズとは無関係。SC-55mkII+SB-55に相当。リモコンは付属せず、またその受光部の回路も搭載しない為、SC-55/55mkIIやSB-55に付属のリモコンでも操作できない。
SB-55
SC-55と似た筐体を持つMIDIシーケンサー、SC-55 (mkII) のディスプレイ部分がフロッピーディスクドライブになっている。上記SD-35と異なり、音源部はない。SC-55同様、カード型のリモコンが付属する。このリモコンでSC-55、SC-55mkII（前期型）の操作もでき、また左記音源と並べて（重ねて）設置すればリモコンの電源ボタンで両機器の電源を同時に入切できる。
MIDI INからのデータは直接ディスクに記録される為、面倒なセーブ操作無しで電源を落とせる。
データフォーマットはSMFのみに対応。再生はFormat0/1両対応だが、記録はFormat0のみ対応。従って、ローランド・ピアノ・デジタル用のイズム・ミュージック・データ及びPianoDiscは再生できない。
ディスクを挿入すると自動的に再生が始まる。
P-55
SC-55(mkII)と組み合わせて使うことを前提にしたピアノ専用音源モジュール。
M-GS64
サウンドエクスパンションシリーズの1つで、SC-88相当の1Uラック版。SC-88より音が良いとされ流通量が極めて少ないため中古市場でもあまり見かけることはない。詳細は上記「機種紹介」を参照。
サウンドエクスパンションシリーズの他のモジュールと異なり、INPUTを装備しない代わりにOUTPUTを2系統装備している。
PMA-5
1995年発売。SC-88サブセット音源内蔵の4トラックハンディーシーケンサー。操作は液晶ディスプレイ（タッチパネル）を、付属のペンで行う。
VE-GS1
SC-50相当、シンセサイザーの拡張用内蔵音源ボードユニット A-90、A-70、JV-1000、JV-90、JV-50、JV-35。
VE-GSPro
SC-88Pro相当、シンセサイザーの拡張用内蔵音源ボードユニット A-90、A-70、MC-80専用。（MC-80EXには標準装備）
MC-80EX
SC-88Pro相当、音源（上記VE-GSPro）内蔵のシーケンサーである。
GPPC-N
SC-55相当、ミュージ郎300BOARDに同梱。MPU-PC98IIに併せ持ち、Cバスカードに搭載した内蔵用音源ボードである。
RAP-10/AT
海外で発売されていたSC-7相当の16ビットISAボード、ただし同時発音数がSC-7の28に対し26になっている。
SCB-7
SC-7相当のWaveBlaster互換ドーターボード。
SCB-55
SC-55mkII相当のWaveBlaster互換ドーターボード。
FMT-403
富士通FM TOWNS用のオプションボード。SC-55相当の音源を搭載。
FMT-403A
富士通FM TOWNS用のオプションボード。音源は同時発音数が24音に制限されたSC-55mkII相当であり、バンクセレクト時の代理発音機能が削除されている。